# Янув (Варшавський-Західний повіт)
Янув (пол. Janów) — село в Польщі, у гміні Старі Бабиці Варшавського-Західного повіту Мазовецького воєводства.
Населення — 421 особа (2011).
У 1975-1998 роках село належало до Варшавського воєводства.

## Демографія
Демографічна структура станом на 31 березня 2011 року:
|          | Загалом | Допрацездатний вік | Працездатний вік | Постпрацездатний вік |
| -------- | ------- | ------------------ | ---------------- | -------------------- |
| Чоловіки | 194     | 43                 | 140              | 11                   |
| Жінки    | 227     | 35                 | 148              | 44                   |
| Разом    | 421     | 78                 | 288              | 55                   |